# Барза (Валча)
Барза (рум. Barza) насеље је у Румунији у округу Валча у општини Будешти. Oпштина се налази на надморској висини од 246 m.

## Становништво
Према подацима из 2002. године у насељу је живело 989 становника, од којих су сви румунске националности.